# Джузеппе Рекко
Джузеппе Рекко  (італ. Giuseppe Recco 1634, Неаполь — 1695, Аліканте, Іспанія) — італійський художник Неаполітанської школи живопису, що малював натюрморти.

## Маловідома біографія
Народився в Неаполі. Походить з родини художників, де малювали натюрморти батько (Джакомо Рекко) і дядько Джузеппе — Джованні Баттіста Рекко. Вважається, що первісні художні навички отримав у батька і неаполітанського художника Паоло Порпора.
Зафіксовано перебування Джузеппе Рекко в Мілані у 1654 році. Це дало привід дослідникам припустити навчання Джузеппе у ломбардського художника Еварісто Баскеніса, відомого створенням натюрмортів з музичними інструментами.
Джузеппе отримав замовлення від короля Іспанії на роботи в Мадриді. Жив і працював в Іспанії, помер в Аліканте.

## Натюрморт «П'ять почуттів»

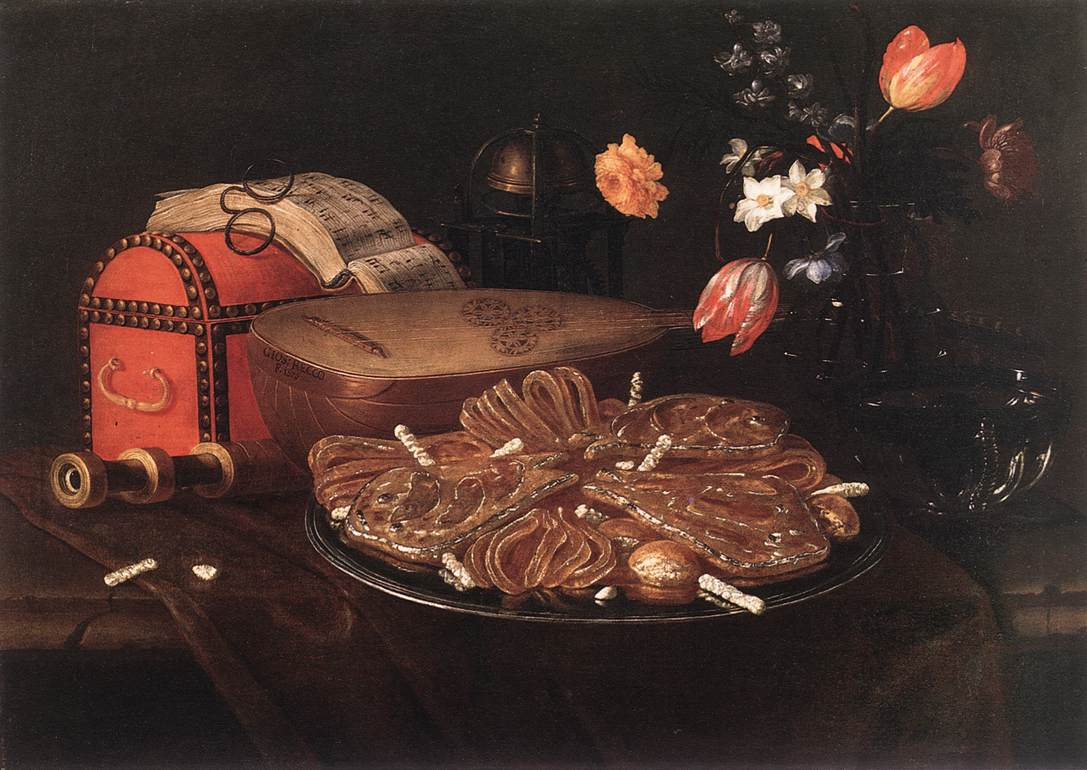
П'ять почуттів. Приватна збірка.

В мистецтві Неаполя своє місце займали картини на теми п'яти почуттів людини — слуху, зору, смаку, нюху, дотику. Відомі картини Хосе де Рібера на цю ж тематику. Дотик у Рібери уособлював сліпий скульптор, нюх — селянин з часником, слух — веселе дівчисько з тамбурином. Для кожного з почуттів була окрема картина.
Джузеппе Рекко, майстер натюрмортів, вирішив цю проблему, як справжній послідовник лаконізму, в одній картині. На невеличкому столі він розклав декілька предметів, що і уособлювали п'ять почуттів людини: лютня — слух, зошит з нотами — зір, тарілка з іжею — смак, підзорна труба і окуляри — ще одне нагадування про зір, квіти — нюх. Для дотику залишилась невелика скринька.
Джузеппе Рекко взагалі майстер цікавих, іноді унікальних, натюрмортів, що перетинали вузькі межі зображення нерухомих предметів.

## Твори в музеях світу

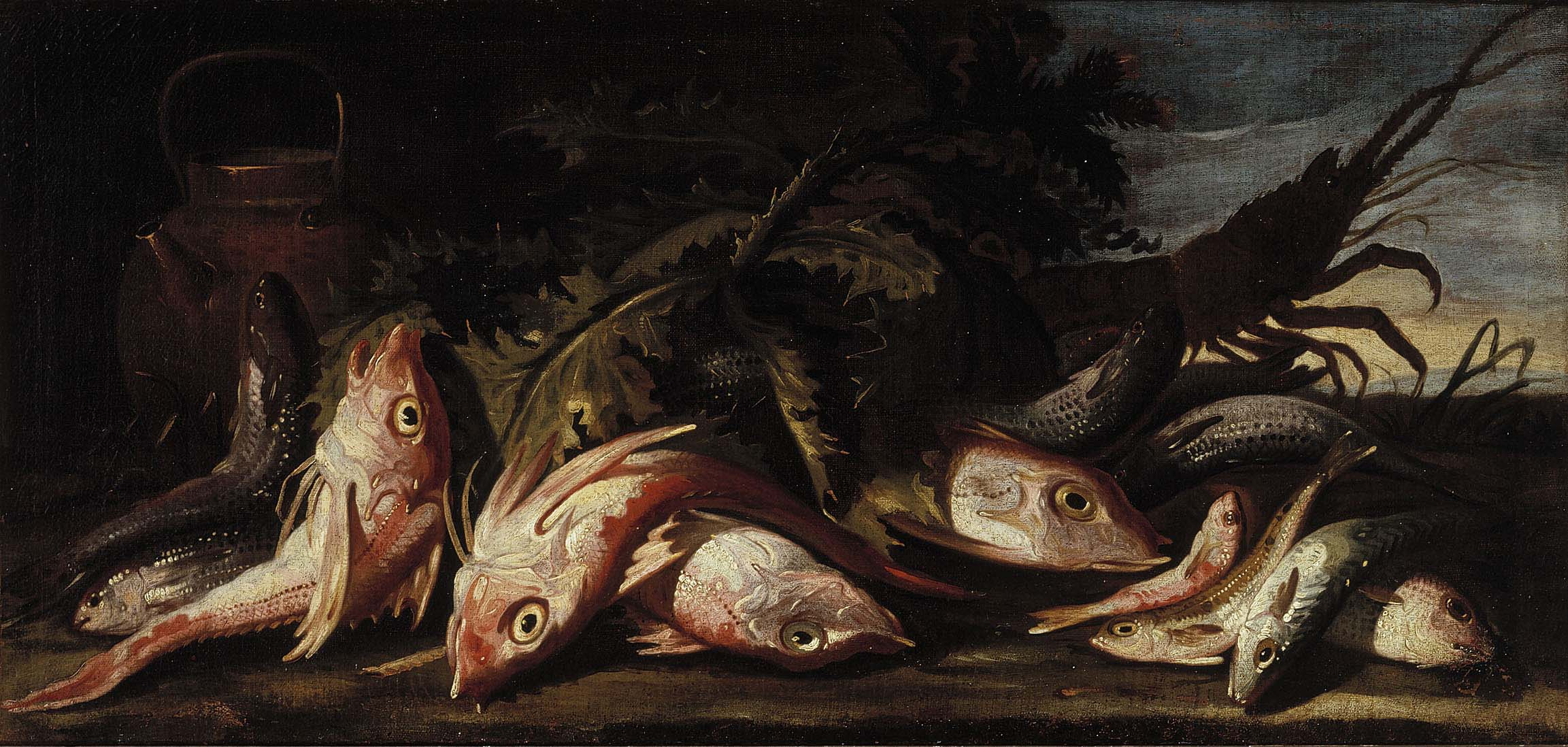
Дж. Рекко, натюрморт з рибою.

- Натюрморт з масками на килимі, Музей Бойманс ван Бенінген, Роттердам
- Натюрморт з рибами і мушлею, Ермітаж , Петербург
- Натюрморт з фруктами і квітами, Неаполь, галерея Каподімонте.
- Натюрморт, палаццо Монтечиторіо (палата депутатів Італії), Рим.
- Натюрморт із рибою, Москва, Музей образотворчих мистецтв імені Пушкіна.